# Главное блюдо

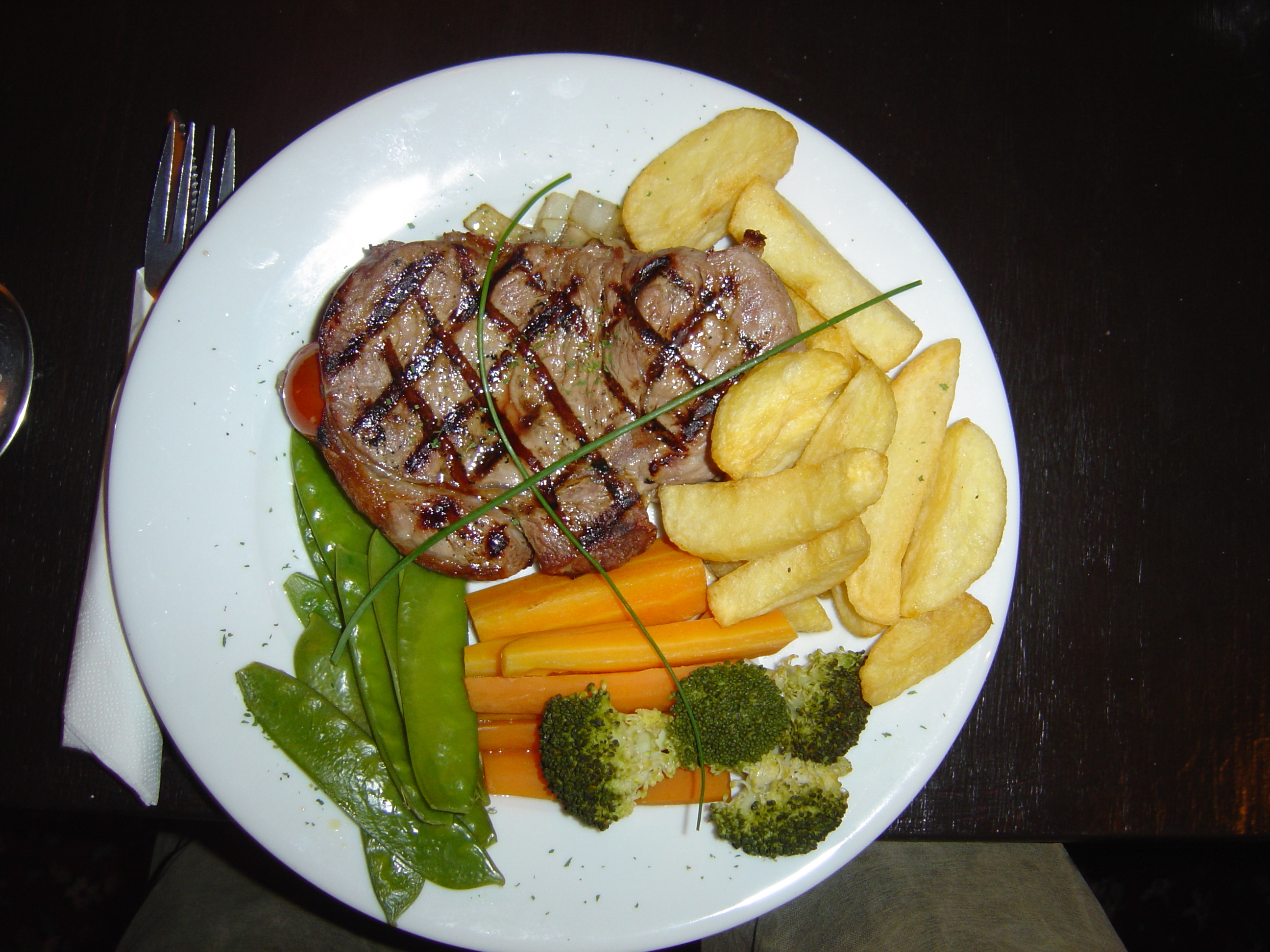
Обед с бифштексом из филейной части. Бифштекс здесь как отдельное главное блюдо

Гла́вное блю́до — основное блюдо, подаваемое во время приёма пищи, состоящего из нескольких блюд. Как правило, оно следует за антре (entrée).
Главное блюдо обычно самое тяжёлое, горячее и самое сложное блюдо в меню. Основными ингредиентами являются мясо или рыба. По этой причине главное блюдо иногда называют «мясным блюдом». В вегетарианской кухне роль главного играют обычно блюда из бобовых. Главному блюду предшествует закуска, суп и (или) салат, а после него — десерт.
На официальных обедах хорошо спланированное главное блюдо может представлять гастрономическую вершину или кульминацию. В этом случае предшествующие блюда подготавливают и ведут к основному блюду таким образом, что главное блюдо предвосхищается и, при удачной схеме приёма пищи, увеличивает удовольствие и наслаждение от обеда. Блюда, следующие за главным блюдом, успокаивают вкусовые ощущения и желудок.